# Microvalgus modiglianii
Microvalgus modiglianii är en skalbaggsart som beskrevs av Franz Antoine 1993. Microvalgus modiglianii ingår i släktet Microvalgus och familjen Cetoniidae. Inga underarter finns listade i Catalogue of Life.